# Jörgen Haslum
Jörgen Haslum, född 2 april 1890 i Moss, död 7 april 1974, var en norsk-svensk industriman.
Haslum utexaminerades från Handelshögskolan i Stockholm 1911, blev direktör för AB Ytterstfors-Munksund 1918, var disponent för Svanö AB 1922–1928, direktör där från 1929 och 1929–1933 direktör i Kramfors AB. Efter att 1933–1939 ha varit chef för ett företag i cellulosabranschen i Spanien blev Haslum 1941 chef för Skandinaviska pappersbruksföreningen.